# پاپا کالانتاریان
پاپا بجانی کالانتاریان (ارمنی: Պապա Բեջանի Քալանթարյան؛  زادهٔ ۱۰ ژوئیهٔ ۱۸۸۷ - درگذشته ۲۱ فوریهٔ ۱۹۴۲) یک شیمی‌دان و میکروب‌شناس اهل ارمنستان بود.

## زندگی‌نامه
در ۱۰ ژوئیهٔ ۱۸۸۷ در آردوی به دنیا آمد و از مدرسه نرسیسیان (۱۹۰۵) و کالج لازاریان (انستیتو زبان‌های شرقی لازاریان) (۱۹۱۱) فارغ‌التحصیل شد. وی در دانشگاه دولتی ایروان فعالیت می‌کرد.  وی همچنین برنده دانشمند شایسته ارمنستان شوروی (۱۹۳۵) شده است. وی در ۲۱ فوریهٔ ۱۹۴۲ در سن ۵۴ سالگی در جریان پاکسازی بزرگ کشته شد.
victim of communism

## یادداشت
1. ↑  գյուղատնտեսական գիտությունների դոկտոր